# Colpochila villosa
Colpochila villosa är en skalbaggsart som beskrevs av Lea 1917. Colpochila villosa ingår i släktet Colpochila och familjen Melolonthidae. Inga underarter finns listade i Catalogue of Life.